# Johann Habben
Johann Habben (* 9. Februar 1875 in Bagband/Ostfriesland; † 12. Februar 1958 in Hannover) war ein deutscher Polizeipräsident. Der studierte Rechtswissenschaftler und korrupte Beamte hatte heimlich schon vor der „Machtergreifung“ die Nationalsozialisten über bevorstehende polizeiliche Maßnahmen informiert. Es war Habben, „der noch vor der Einrichtung des ersten deutschen Konzentrationslagers in Dachau“ die „Anregung“ gab zur Einrichtung von Sammellagern für „Schutzhäftlinge“ und so etwa das Konzentrationslager Moringen initiierte.

## Leben
Während seines Studiums in Göttingen wurde er 1896 Mitglied der Burschenschaft Brunsviga. Johann Habben trat nach dem Studium der Rechtswissenschaften am 1. Januar 1901 in die staatliche hannoversche Polizeiverwaltung ein. Noch während des Ersten Weltkrieges übernahm er die Leitung der örtlichen Kriminalpolizei.
In den 1920er Jahren der Weimarer Republik trat Habben insbesondere als Leiter der politischen Abteilung 1 A, also der politischen Polizei, in Erscheinung sowie als Stellvertreter des sozialdemokratischen Polizeipräsidenten Erwin Barth, der jedoch am 12. Februar 1932 durch die Nationalsozialisten seines Amtes enthoben wurde.

Im März 1932 beklagte sich die hannoversche Führung der SPD dann bei dem preußischen Innenminister Carl Severing über „die unübersehbare Zurückhaltung der hannoverschen Polizei gegenüber nationalsozialistischen Übergriffen.“ Die SPD führte „diese passive Haltung darauf zurück, daß die Leitung der politischen Polizei“

„… nicht in den Händen des verantwortlichen Polizeipräsidenten liegt, sondern in den Händen eines nach unserer Auffassung erzreaktionären Regierungsrates Habben, der in jeder Beziehung vom Polizeipräsidenten gedeckt wird.“

Am 16. Februar 1933 wurde der SA-Führer Viktor Lutze zum Polizeipräsidenten ernannt. Unterdessen hatte sich Habben schon Anfang Februar von der Führung des SS-Abschnitts IV bescheinigen lassen, „der nationalsozialistischen Bewegung schon lange vor 1933 gute Dienste geleistet zu haben“:

„[Habben] hat … seit mehreren Jahren sowohl an politische als auch an SA- und SS-Dienststellen Warnungen an einen Mittelsmann … bei beabsichtigten Polizeiaktionen ergehen lassen! Weiterhin hat er seine Dienststellung bei jeder sich bietenden Gelegenheit zum Vorteil unserer Bewegung ausgenutzt. Mitglied unserer Partei ist Habben aus verständlichen Gründen nicht.“

Am 16. März 1933, „also noch vor der Einrichtung des ersten deutschen Konzentrationslagers in Dachau“, regte Johann Habben beim Regierungspräsidenten in Hannover an, alle bereits in Polizei- und Gerichtsgefängnissen in „Schutzhaft“ genommenen Häftlinge zwangsweise in ein Sammellager zu überführen. Durch die so initiierten „selbständig gefundenen Lösungsmöglichkeiten“ namens Konzentrationslager Moringen trafen dort schon bald die ersten hundert Häftlinge aus Rinteln und Hannover ein.
Nachdem am 28. März 1933 Viktor Lutze zum Oberpräsidenten der Provinz Hannover ernannt worden war, dankten die Nationalsozialisten Habben für die für sie „auch schon vor 1933 [geleisteten] guten Dienste“ mit der Ernennung Habbens zum Polizeipräsidenten. Seitdem residierte Johann Habben im Polizeipräsidium in der Hardenbergstraße.
Zum 1. April 1933, dem Tag des Überfalls auf das hannoversche Gewerkschaftshaus durch die SS und erster antijüdischer Boykottaktionen in Hannover, trat Johann Habben nun auch offiziell in die NSDAP ein (Mitgliedsnummer 1.676.901).
Am selben Tag wurde unter dem studierten Rechtswissenschaftler und zum Polizeipräsidenten aufgestiegenen Habben „ohne jede Rechtsgrundlage“ die Maschinen und Räume der kommunistischen Neuen Arbeiter Zeitung beschlagnahmt zugunsten der Niedersächsischen Tageszeitung, dem „Kampfblatt für den Nationalsozialismus“. Mitte April 1933 widerfuhr dies auch den technischen Einrichtungen der sozialdemokratischen Zeitschrift Volkswille. Durch die zielgerichtete Parallelität der rechtswidrigen Ereignisse in Verbindung mit der Enttarnung als nun auch offizielles NSDAP-Mitglied „drängt sich der Eindruck [...] auf, daß er damit einen bereits länger gehegten Plan verfolgte“, ähnlich wie etwa der Polizeidirektor Albert Gnade in Göttingen.
Nur wenige Monate später übernahm Habben für kurze Zeit in Personalunion vom 24. Juli bis 30. September 1933 auch die Leitung der Staatspolizeistelle Hannover, „die unter der Bezeichnung »Geheime Staatspolizei« (Gestapo) zu einem Synonym für die nationalsozialistische Schreckensherrschaft werden sollte“.
Am 31. Oktober 1936 wurde Johann Habben in den Ruhestand versetzt. Er starb 1958 in Hannover.